# 1,5-Hexadiin
1,5-Hexadiin ist eine chemische Verbindung aus der Gruppe der ungesättigten Kohlenwasserstoffe und ein Vertreter aus der Gruppe der Diine, genauer der Alkadiine. Die beiden Dreifachbindungen sind nicht konjugiert.

## Gewinnung und Darstellung
1,5-Hexadiin kann durch Ringöffnung von Fulven gewonnen werden.
Es kann auch aus dem Tetrabromid von Diallyl mit alkoholischem Kaliumhydroxid bei 110 °C hergestellt werden.

## Verwendung
1,5-Hexadiin wird bei der Herstellung von Bisdehydro[12]annulen und Biphenylen verwendet. Es wird auch als wichtiger Ausgangsstoff bei der Herstellung von (5Z,9Z)-5,9-Hexadecadiensäure verwendet. Darüber hinaus ist es an der Herstellung von linearen Organozinnpolymeren durch Reaktion mit Organozinndihydriden beteiligt.